# ایلوک
ایلوک قله ای است در دهستان پشتکوه موگویی شهرستان فریدون‌شهر و در جنوب خاوری روستای بیرآوگان (بیرامگان) با ارتفاع ۳۲۰۰ متر  قرار دارد سر چشمه آب زه و درزگه است و به صورت نیمه جنگلی است.